# Amomum robertsonii
Amomum robertsonii är en enhjärtbladig växtart som beskrevs av William Grant Craib. Amomum robertsonii ingår i släktet Amomum och familjen Zingiberaceae.
Artens utbredningsområde är Burma. Inga underarter finns listade i Catalogue of Life.